# وحید شفیعی
وحید شفیعی (زادهٔ ۲۸ سپتامبر ۱۹۹۲) یک بازیکن فوتسال اهل ایران است. از باشگاه‌هایی که در آن بازی کرده‌است می‌توان به باشگاه فوتسال شهرداری تبریز و باشگاه فوتسال دبیری تبریز اشاره کرد.